# Vomit the Soul
Vomit the Soul war eine italienische Brutal-Death-Metal-Band aus Lecco, die im Jahr 1999 gegründet wurde und sich 2011 auflöste. Die Band benannte sich nach dem gleichnamigen Song von Cannibal Corpse.

## Geschichte
Die Band wurde im Jahr 2000 von dem Gitarristen und Sänger Massimo „Max“ Santarelli, dem Schlagzeuger Maurizio „Ycio“ Orsanigo und dem Bassisten Daniele „Denny“ Brumana gegründet. Es folgten die ersten Proben, ehe die Band ihre ersten Auftritte abhielt und dabei ihr Live-Album Hellish Live aufnahm. In den Jahren 2001 und 2002 hielt die Band weitere Auftritte zusammen mit lokalen Bands ab. Nachdem die Band weitere Lieder entwickelt hatte, begab sich die Gruppe in die Avatara Studios in Mailand, um die EP Human Insanity aufzunehmen. Hierbei war Andrea Anghileri als neuer Bassist vertreten. Die EP erschien 2003 in Eigenveröffentlichung, wobei der Tonträger auf 1000 Stück begrenzt war. Daraufhin hielt die Band Auftritte im Norden Italiens zusammen mit nationalen Bands. Im September 2004 nahm die Band das Demo Cuntless Promo 2004 auf. Das Demo wurde an diverse Labels gesandt. Im April 2005 erreichte die Band hierdurch einen Vertrag bei Comatose Music. Daraufhin begab sich die Band in die HeartBeat Studios, um das Album Portraits of Inhuman Abominations aufzunehmen, das im September 2005 erschien. In den Jahren 2006 und 2007 hielt die Band diverse Auftritte ab und spielte dabei auf dem Ludwigshafen Deathfest, dem Neurotic Deathfest, dem NRW Deathfest, dem Insane Insanity Deathfest und dem Undergrind Freakfest II und trat zusammen mit Bands wie Necrophagist, Infected Malignity, Arsebreed, Impure, Resection, Gorerotted, Psycroptic, Avulsed, Disavowed, Insidious Decrepancy, Prostitute Disfigurement, Sanatorium, Godless Truth, Emeth, Napalm Death, Sinister, Regurgitate, Leng Tch’e, Hour of Penance, Septycal Gorge, Wargore, Gadget, Gorgasm, Degrade, Carnal Decay, Putridity, Despodency, Inhume und Misery Index auf. Danach machte sich die Band an die Arbeiten zu ihrem nächsten Album. Im April/Mai 2008 beendete die Band die Aufnahmen in den 16th Cellar Studios in Rom. Das Album erschien Anfang 2009 unter dem Namen Apostles of Inxepression, nachdem die Band im Oktober 2008 einen Vertrag für die Veröffentlichung von zwei Alben bei Unique Leader Records unterzeichnet hatte. Vor der Veröffentlichung eines weiteren Albums löste sich die Band jedoch im Jahr 2011 auf.

## Stil
Alexander Eitner von metalnews.de ordnete Apostles of Inexpression dem Brutal Death Metal zu, wobei der gutturale Gesang meist extrem tief und das Spiel des Schlagzeug druckvoll sei. Der Einsatz von Breaks und Tempowechseln sei ebenfalls charakteristisch. In den Liedern sei zudem der Einfluss von Bands wie Cannibal Corpse, Suffocation, Decrepit Birth, frühen Cryptopsy, Devourment und Beneath the Massacre hörbar.

## Diskografie
- 2000: Hellish Live (Live-Album, Eigenveröffentlichung)
- 2003: Human Insanity (EP, Eigenveröffentlichung)
- 2004: Cuntless Promo 2004 (Demo, Eigenveröffentlichung)
- 2005: Portraits of Inhuman Abominations (Album, Comatose Music)
- 2006: Unrecogniced Elements Presence (Demo, Eigenveröffentlichung)
- 2007: Inconsistent Delta (Demo, Eigenveröffentlichung)
- 2009: Apostles of Inexpression (Album, Unique Leader Records)